# إميل دي بيوكيلار
إميل دي بيوكيلار (بالفرنسية: Émile De Beukelaer) (و. 1865 – 1922 م) هو دراج على المضمار، وراكب دراجة هوائية، من بلجيكا، ولد في أنتويرب، توفي في أنتويرب، عن عمر يناهز 57 عاماً.

## مناصب وهيئات
أدار الاتحاد الدولي للدراجات.

## روابط خارجية
- إميل دي بيوكيلار على موقع أرشيف الدراجات (الإنجليزية)
- إميل دي بيوكيلار على موقع أوليمبيديا (الإنجليزية)